# Emmerich Kálmán
Emmerich (Imre) Kálmán (s pravim priimkom Koppstein), madžarski skladatelj, * 24. oktober 1882, Siofok, Madžarska, † 30. oktober 1953, Pariz, Francija.

## Življenje
Glasbo je študiral v Budimpešti, kjer je bil sošolec Bele Bartoka in Zoltana Kodalyja. Sprva je želel postati koncertni pianist, vendar mu je obolenje desne roke namero preprečilo. Ukvarjal se tudi s pisanjem glasbenih kritik. Živel je na Dunaju, kjer je dosegel svoje prve uspehe, od leta 1940 pa v ZDA. V New Yorku so mu podelili tudi častni doktorat zaradi komponiranja tedaj popularne ameriške glasbe. Leta 1949 se je vrnil na Dunaj, leta 1951 pa se je preselil v Pariz. Najbolj je zaslovel po svojih operetah, v katerih večinoma prikazuje velikomestno življenje. V svoja dela je vnašal tudi madžarsko ljudsko glasbeno motiviko.

## Operete (izbor)
Nekaj njegovih operet je bilo uprizorjenih tudi na slovenskih odrih.
- Kneginja čardaša (1915)
- Grofica Marica (1924)
- Bajadera (1921)
- Jesenski manevri (1912)
- Cirkuška princesa (1926)
- Marinka (1945)
- Vijolica z Montmartra